# Konstnärsnämnden
Konstnärsnämnden är en svensk statlig förvaltningsmyndighet, som sorterar under Kulturdepartementet. 

## Konstnärsnämndens uppgifter
Konstnärsnämnden är en statlig myndighet under Kulturdepartementet. Konstnärsnämndens övergripande uppgift är att främja möjligheter för konstnärer att vidareutveckla sitt konstnärskap. 
Detta sker genom
- Att lyfta konstnärspolitiska frågor nationellt och internationellt i dialog med andra myndigheter och organisationer
- Att genom bevakning och analys fördjupa och sprida kunskap om konstnärers ekonomiska och sociala villkor samt förutsättningar för konstnärligt skapande
- Att ge ekonomiskt stöd i form av stipendier och bidrag
- Att utveckla konstnärers möjligheter till internationellt och interkulturellt kulturutbyte

Konstnärsnämnden ska genom sin verksamhet förverkliga de kulturpolitiska, och särskilt de konstnärspolitiska målen. 

## Organisation
Konstnärsnämnden leds av en styrelse med högst elva ledamöter. De utses av regeringen, varav fem kan tillsättas efter förslag från konstnärsorganisationer. Myndigheten har ca 40 medarbetare. Ordförande i Konstnärsnämndens styrelse är Ellen Wettmark och direktör för myndigheten är Mika Romanus.

## Stipendier och bidrag
Myndigheten fördelar stipendier och bidrag till enskilda konstnärer inom bild och form, musik, teater, dans och cirkus samt film.  Stipendierna riktar sig främst till enskilda frilansande konstnärer med sin konstnärliga verksamhet i Sverige. Grundkriteriet är konstnärlig kvalitet och ekonomiskt behov. I fördelningen tas även hänsyn till att sökande bosatta i olika delar av landet och som är verksamma inom olika genrer och tekniker kommer i fråga vid fördelningen av stipendium och bidrag. 
Kulturbryggan fördelar stöd till projekt som på olika sätt strävar efter att förnya och utveckla kulturområdet.
Besluten om fördelning av stipendierna och bidragen fattas i huvudsak av dessa organ inom myndigheten:
- styrelsen för Sveriges Bildkonstnärsfond
- arbetsgruppen för musik
- arbetsgruppen för teater- och film
- arbetsgruppen för dans och cirkus
- Kulturbryggan

I dessa grupper sitter först och främst konstnärer från de olika områdena samt andra professionellt verksamma. Ledamöterna utses av Konstnärsnämndens styrelse.
Inom myndigheten finns internationella program inom bild och form, musik, teater, dans och cirkus.
År 2017 belyste Sveriges Radios Kaliber risken för vänskapskorruption när de som delar ut bidrag känner dem som får bidragen.

## Utredning och analys
Konstnärsnämnden bevakar och analyserar kultur- och konstnärspolitiska frågor samt utreder och informerar om konstnärers ekonomiska och sociala villkor. På Konstnärsnämndens webbplats finns vägledande information till konstnärer i frågor om bland annat skatte- och trygghetssystemen.
Myndigheten är även remissinstans, samverkanspart i regeringsuppdrag och bevakar konstnärsfrågor på EU- och internationell nivå.

### Särskilda stipendier

#### Bildkonstnärsfondens Stora stipendium
Sveriges Bildkonstnärsfonds Stora stipendium på 300 000 kr tilldelas aktiva bild- och formkonstnärer som med en mycket hög konstnärlig kvalitet har och har haft stor betydelse för nya generationer av konstnärer.

#### Birgit Cullberg-stipendiet
Konstnärsnämndens Birgit Cullberg-stipendium på 100 000 kr ges varje år till en ung koreograf. Stipendiet inrättades av regeringen i samband med Birgit Cullbergs 90-årsdag och delades ut första gången 1999. Det annonseras inte ut, utan fördelas utan ansökan av arbetsgruppen för teater-, dans- och filmkonstnärer.

#### Dynamostipendiet
Dynamostipendiet går varje år till en eller flera personer som har betydelse för andra konstnärer genom att de skapar möjlighet för dem att visa sin konst och möta en publik. Stipendiaterna behöver inte själva vara konstnärer. Stipendieloppet är 150 000 kr och delas ut utan ansökan.

#### Mai Zetterling-stipendiet
Konstnärsnämndens Mai Zetterling-stipendium ges till en filmregissör med hög konstnärlig kvalitet som vidgar gränserna för kort- eller dokumentärfilm. Stipendiet är på 200 000 kr och fördelas utan ansökan.

#### Stora Musikstipendiet
Stora musikstipendiet delas ut en gång per år till en aktiv och gränsöverskridande musikkonstnär med ett betydelsefullt konstnärskap, som tillför musikkonsten och publiken nya dimensioner och som inspirerar nya generationer av musikkonstnärer. Stipendiet är på 300 000 kr.

#### Stora teaterstipendiet
Stora teaterstipendiet delas ut en gång per år till en teaterkonstnär som förvaltar teaterkonstens hantverk och ställer sin expertis i det dramatiska berättandets tjänst. Stipendiet är på 200 000 kr.